# Bogoševo
Bogoševo (en serbe cyrillique : Богошево) est un village de Serbie situé dans la municipalité de Vladičin Han, district de Pčinja. Au recensement de 2011, il comptait 130 habitants.

## Démographie
| 1948 | 1953 | 1961 | 1971 | 1981 | 1991 | 2002 | 2011 |
| ---- | ---- | ---- | ---- | ---- | ---- | ---- | ---- |
| 455  | 459  | 446  | 420  | 285  | 218  | 176  | 130  |

|  |